# Japanamax
Japanamax je velikostni razred tovornih ladij, ki lahko operirajo v vseh japonskih pristaniščih za žito.
Največja dolžina ladij je 225 metrov, ugrez 14,4 metra, nosilnost je okrog 82000 ton, volumenska kapaciteta pa 96 000 m3